# Anna Stübbe
Anna Lina Stübbe (* 8. Januar 1912 in Bremen; † 16. Juni 2002 ebenda) war eine Aktivistin der deutschen Homophilenbewegung.

## Leben und Wirken

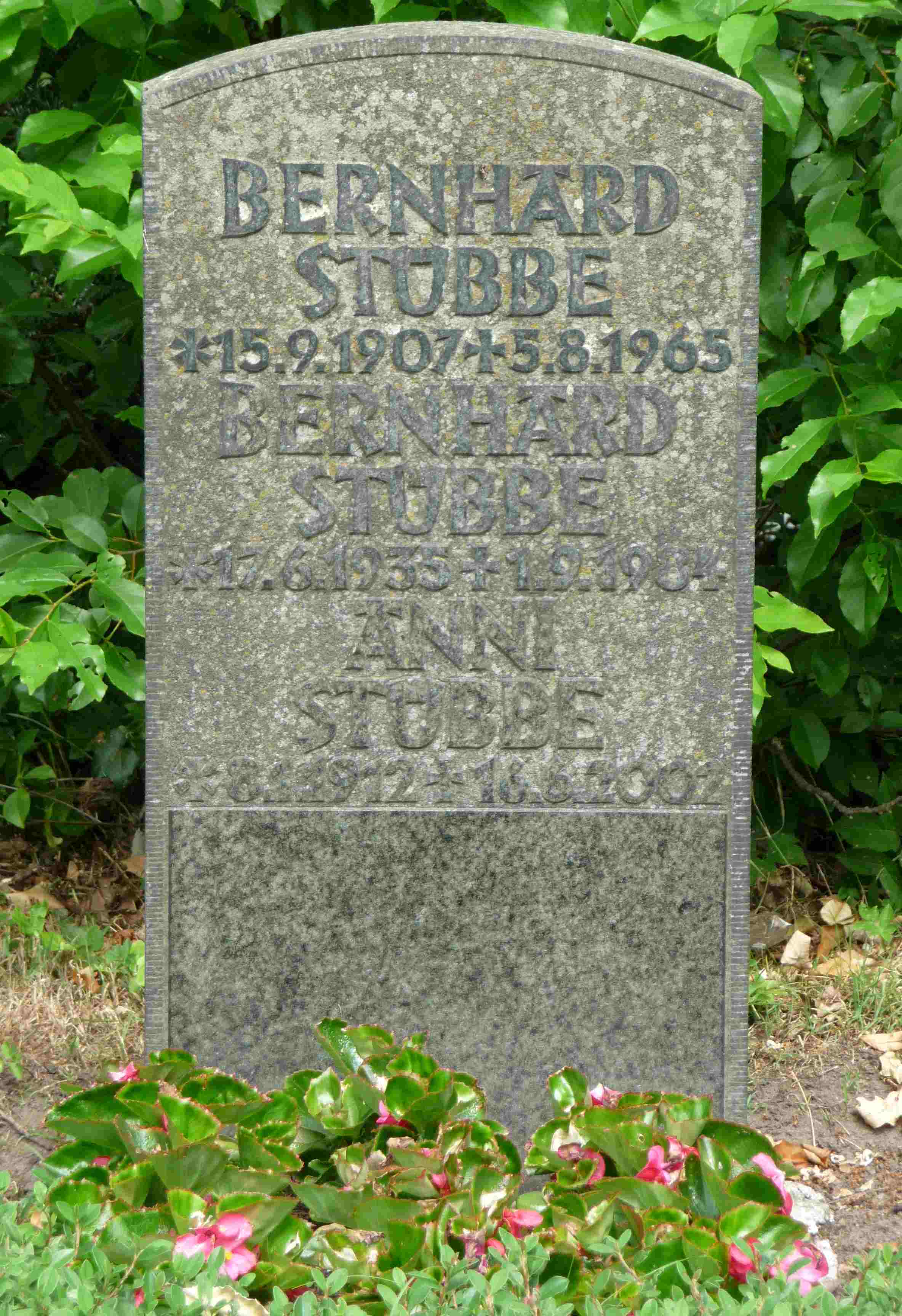
Grabstein der Familie Stübbe auf dem Friedhof in Bremen-Walle (Feld DD). Foto: Raimund Wolfert, 2016.

Anna [genannt auch Anni] Stübbe wurde am 8. Januar 1912 unter ihrem Geburtsnamen Leesemann in Bremen geboren. Sie heiratete 1933 den Schneidermeister Bernhard Stübbe (1907–1965), der gebürtig von der Nordseeinsel Borkum stammte, und wurde Mutter zweier Kinder. Das Ehepaar betrieb ab 1959 eine eigene Schneiderei in Bremen. Anna Stübbe starb am 16. Juni 2002 im Alter von 90 Jahren in ihrer Heimatstadt. Sie wurde neben ihrem Mann und ihrem Sohn, Bernhard Stübbe (1935–1984), auf dem Friedhof in Bremen-Walle beigesetzt.

## Die Bremer Pfingsteingabe
Anfang der 1960er Jahre war Anna Stübbe erste Vorsitzende des Bremer Vereins Club Elysium, dem vorrangig Frauen angehörten. Der Club Elysium machte im Frühjahr 1961 mit einer Aktion auf sich aufmerksam, die als Bremer Pfingsteingabe in die Geschichte des bürgerrechtlichen Kampfes gegen die Strafbarkeit der männlichen Homosexualität in der Bundesrepublik Deutschland eingegangen ist. Bei der Bremer Pfingsteingabe handelte es sich um eine briefliche, etwa zehnseitige Eingabe zur Streichung des § 175 StGB an den bundesdeutschen Alt-Präsidenten Theodor Heuss (1884–1963), den Frankfurter Generalstaatsanwalt Fritz Bauer (1903–1968) und den Generalbundesanwalt Max Güde (1902–1984). Die Eingabe an Theodor Heuss wurde in der Homophilenzeitschrift Der Weg nachgedruckt, und auch die niederländische Zeitschrift Vriendschap verwies wohlwollend auf sie. Die Schreiben an Bauer und Güde waren vermutlich gleichlautend, sind heute aber nicht mehr erhalten.
Die Bremer Pfingsteingabe wurde in Zusammenarbeit mit dem Hamburger Rechtsanwalt Albrecht D. Dieckhoff (1896–1965) im Vorfeld der Wahlen zum Deutschen Bundestag am 17. September 1961 initiiert. Sie vermied weitgehend medizinisch geprägte Begriffe wie „homo-“ und „heterosexuell“, ging aber davon aus, die „Gleichgekehrtheit“ (Homosexualität) sei anlagebedingt und könne dem „Gleichgekehrten“ nicht zur Last gelegt werden. Das Schreiben war ein Protest gegen das Urteil des Karlsruher Bundesverfassungsgerichts vom 10. Mai 1957, demzufolge der § 175 StGB – in der von den Nationalsozialisten 1935 verschärften Fassung – nicht verfassungswidrig sei, und schloss mit der indirekten Bitte, Theodor Heuss möge sich „für die künftige Straffreiheit des gleichgeschlechtlichen Grundtatbestands gesetzgeberisch“ einsetzen. Beigefügt waren umfangreiche Dokumente, die die Argumentation unterstützen sollten, so u. a. der Griffin-Report der englischen katholischen Kirche (1956), der Wolfenden-Report des britischen Regierungsausschusses (1957), ein Vortragsmanuskript Albrecht D. Dieckhoffs, rechtsvergleichende Tafeln zum sogenannten Jugendschutzalter (1958), die deutsche Ausgabe des Buches Against the Law (1955; dt. Vom Gesetz geächtet, 1961) von Peter Wildeblood (1923–1999) sowie eine Liste von 264 Unterzeichnern der Petition des Wissenschaftlich-humanitären Komitees (WhK) zur Streichung des § 175 RStGB von vor 1933. Insgesamt betonte die Bremer Pfingsteingabe ein kollektives, heterosexuelles Wir, für das sie sprach.
Die Bremer Pfingsteingabe stieß auf nur wenig Widerhall. Ein Antwortschreiben Theodor Heuss‘ an Anna Stübbe und den Bremer Club Elysium ist nicht bekannt. Auch über eine mögliche Erwiderung Max Güdes liegen keine Angaben vor. Belegt ist nur ein zehnzeiliger Auszug aus dem Antwortschreiben Fritz Bauers, den die Zeitschrift Der Weg abdruckte. Demnach war die Haltung Bauers, der in seiner Funktion als Vorsitzender eines Unterausschusses für Fragen der Strafrechtsreform, den der rechtspolitische Ausschuss der Fraktion der SPD eingesetzt hatte, positiv. Er schrieb, der Unterausschuss habe „die ersatzlose Streichung des gegenwärtigen § 175 vorgeschlagen“.
Dazu sollte es vorerst nicht kommen. Der § 175 StGB wurde 1969 erstmals reformiert, wodurch einvernehmliche gleichgeschlechtliche Akte unter erwachsenen Männern in der Bundesrepublik Deutschland straffrei wurden. Nicht vergessen darf aber der zumindest vorübergehend affirmative und moralisch stärkende Effekt auf von den damaligen Strafbestimmungen Bedrohte, den der Club Elysium mit seiner Eingabe im Zuge ihrer Verbreitung durch den Weg gehabt haben dürfte.

## Weiterführende Literatur und Quellen
- Anonym (1961): Die Bremer Pfingsteingabe, in: Der Weg (Jg. 11), Nr. 6, S. 133–138, und Nr. 7, S. 156–162.
- Manfred Herzer (2005): Eine sehr unvollständige Petentenliste, in: Capri. Zeitschrift für schwule Geschichte Nr. 37, S. 25–44.
- Victor Servatius [d. i. Fritz Bernard] (1961): rondom de „bremer pfingsteingabe“, in: Vriendschap (Jg. 16), Nr. 12, S. 185.
- Raimund Wolfert (2016): Rund um die Bremer Pfingsteingabe, in: Mitteilungen der Magnus-Hirschfeld-Gesellschaft Nr. 55/56, S. 40–49.